# Гаплогруппа K2 (мтДНК)
Гаплогруппа K2 — гаплогруппа митохондриальной ДНК человека. Эта митогаплогруппа широко распространена в Европе и на Ближнем Востоке, её носители отделились от гаплогруппы K около 15,5 тыс. лет назад.

## Субклады
- K2
  - K2a
    - K2a1
    - K2a2
    - K2a3
    - K2a4
    - K2a5
    - K2a6
    - K2a7
    - K2a8
    - K2a9
    - K2a10
    - K2a11

  - K2b
    - K2b1
    - K2b2

  - K2c

## Палеогенетика

### Неолит
Неолит Европы
- PAT-2E2 __ Paternanbidea __ Ольса, Куэнка-де-Памплона, Наварра (автономное сообщество), Испания __ 6090-5960 BP __ K2.[1]

### Халколит
Бодрогкерестурская культура
- I4088 | URZI16 __ Urziceni (grave 16) __ Сату-Маре (жудец), Румыния __ 4331-4076 calBCE (5380±25 BP, PSUAMS-1832) __ Ж __ K2a.[2]

### Бронзовый век
Унетицкая культура
- EUL 47 __ Familiengräber von Eulau __ Eulau (Naumburg), Бургенланд, Саксония-Анхальт, Германия __ 2133—2080 calBC 1σ (3674 ± 29 BP) __ K2.[3]

Культура инкрустированной керамики
- JAG34 | SU1277 U329_330_649 __ Jagodnjak-Krcevine (grave 34) __ Ягодняк, Осьечко-Бараньска, Хорватия __ 1879—1642 calBCE (3445±20 BP, UCIAMS-233509;PSU-6011) __ М (11-13 лет) __ G2a2a1a2a2a1~ # K2a.[4]

### Античность
Греческая колонизация
- I8213 | 10-SU-28-D1-E-60 __ Empúries __ Ла-Эскала, Альт-Эмпорда, Жирона (провинция), Каталония, Испания __ 500—400 BCE __ Ж __ K2a.[5]

### Средние века
Королевство Польское
- C8 | 19 __ Цедыня __ Грыфинский повет, Западно-Поморское воеводство, Польша __ 1000—1400 AD __ K2.[6]

Дания
- Greyfriars ASR 1015 G44 | KH150104 __ Рибе, Южная Дания, Дания __ 1275—1536 AD __ М __ K2.[7]

## Публикации
2012
- Hervella M, Izagirre N, Alonso S, Fregel R, Alonso A, Cabrera VM, et al. Ancient DNA from Hunter-Gatherer and Farmer Groups from Northern Spain Supports a Random Dispersion Model for the Neolithic Expansion into Europe. PLOS One (25 апреля 2012).

2013
- Brandt G, Haak W, Adler CJ, et al. Ancient DNA Reveals Key Stages in the Formation of Central European Mitochondrial Genetic Diversity. Science (11 октября 2013).

2014
- Juras A, Dabert M, Kushniarevich A, Malmström H, Raghavan M, Kosicki JZ, et al. Ancient DNA Reveals Matrilineal Continuity in Present-Day Poland over the Last Two Millennia. PLOS One (22 октября 2014).

2018
- Mathieson, I., Alpaslan-Roodenberg, S., Posth, C. et al. The genomic history of southeastern Europe. Nature (21 февраля 2018). Архивировано 19 сентября 2017 года.
- Krause-Kyora, B., Nutsua, M., Boehme, L. et al. Ancient DNA study reveals HLA susceptibility locus for leprosy in medieval Europeans. Nature Communications (1 мая 2018).

2019
- Olalde I; Mallick S; Patterson N; et al. (March 2019). The genomic history of the Iberian Peninsula over the past 8000 years. Science. 363 (6432): 1230–1234. doi:10.1126/science.aav4040. PMC 6436108. PMID 30872528.

2021
- Freilich S; Ringbauer H; Los D; Novak M; Pavičić DT; Schiffels S; Pinhasi R (August 2021). Reconstructing genetic histories and social organisation in Neolithic and Bronze Age Croatia. Scientific Reports. 11: 16729. doi:10.1038/s41598-021-94932-9. PMC 8373892. PMID 34408163.